# Maria Sofia del Palatinato-Neuburg
La Contessa palatina Maria Sofia Elisabetta di Neuburg (Schloß Benrath, 6 agosto 1666 – Lisbona, 4 agosto 1699) fu Regina di Portogallo, come seconda moglie di Pietro II, dal 1687 fino alla sua morte nel 1699.

## Biografia
Era l'undicesima figlia di Filippo Guglielmo, Elettore Palatino, e della seconda moglie, la Langravina Elisabetta Amalia d'Assia-Darmstadt. 
Nel 1685 suo padre divenne elettore palatino dopo la morte di suo cugino Carlo II, un'eredità che aumentò notevolmente lo status della famiglia in Europa. Nel dicembre 1676, la sorella di Maria Sofia, Eleonora Maddalena sposò l'imperatore Leopoldo I, che dopo due matrimoni non aveva ancora eredi maschi viventi.
Una crisi di successione simile si stava verificando in Portogallo. Isabella Luisa, principessa di Beira, erede del trono e unica figlia del re Pietro II, era stata rifiutata dalla maggior parte dei sovrani europei a causa della sua natura malata e dei rigidi diritti di successione portoghesi. Di conseguenza, l'ambasciatore portoghese Manuel da Silva Teles fu inviato a Heidelberg per chiedere la mano di Maria Sofia, con l'appoggio dell'imperatrice Eleonora Maddalena. L'ambasciatore lasciò Lisbona l'8 dicembre 1686 e il contratto di matrimonio fu firmato il 22 maggio 1687. Fu concordata una dote di 100.000 fiorini.

## Matrimonio
Dopo il suo matrimonio per procura il 2 luglio 1687 a Heidelberg, Maria Sofia lasciò la sua nativa Germania nell'agosto seguente. Viaggiò lungo il Reno per ricevere gli onori di tutte le corti lungo il fiume. A Brila, Maria Sofia si imbarcò su uno yacht inglese che fu messo a sua disposizione per ordine di Giacomo II d'Inghilterra. Fu accompagnata da una flotta inglese che viaggiò a Plymouth con il duca di Grafton, figlio del defunto Carlo II d'Inghilterra. La nuova regina arrivò a Lisbona il 12 agosto 1687 in occasione di grandi festeggiamenti e lo stesso giorno la coppia fu formalmente sposata dall'arcivescovo di Lisbona al Palazzo della Ribeira. Presumibilmente Luigi XIV fu "fortemente dispiaciuto" dalla decisione di Pietro di sposare una figlia dell'elettore Palatino e non una principessa francese, come aveva sperato. 
La giovane regina conquistò rapidamente l'affetto della figliastra Isabella Luisa, che era di solo tre anni più giovane di Maria Sofia, e del marito. La coppia ebbe otto figli:
- Giovanni (30 agosto 1688-17 settembre 1688), duca di Braganza;
- Giovanni V del Portogallo (22 ottobre 1689-31 luglio 1750);
- Francesco, duca di Beja (25 maggio 1691-21 luglio 1742), Gran Priore dei Cavalieri di Malta;
- Francesca Xaviera (1694-1694);
- Antonio Francesco (15 marzo 1695-20 ottobre 1757);
- Teresa Maria (24 febbraio 1696-16 febbraio 1704);
- Manuele Giuseppe (3 agosto 1697-3 agosto 1766);
- Francesca Giuseppa (30 gennaio 1699-15 luglio 1736).

## Morte
Maria Sofia è stata descritta come gentile, e secondo quanto riferito Pietro la trattava con rispetto. Mentre si scontrò con la cognata vedova Caterina di Braganza in materia di etichetta, fu descritta come una regina popolare che si dedicava ad aiutare i poveri di Lisbona. È stata spesso coinvolta in enti di beneficenza che hanno sostenuto vedove e orfani e hanno permesso ai pazienti poveri di accedere alle cure mediche presso il palazzo reale. Era un'amica di padre Bartolomeu do Quental, morto con la reputazione di santo. A Beja, ha finanziato la fondazione di una scuola francescana. 
Morì a Lisbona di febbre, forse sintomo di erisipela, il 4 agosto 1699, due giorni prima del suo trentatreesimo compleanno. Il suo corpo fu deposto nel monastero di São Vicente de Fora a Lisbona.

## Ascendenza
|                                           |                           |                                   | Genitori                            |  |  | Nonni |  |  | Bisnonni                             |  |  | Trisnonni                           |  |
|                                           |                           |                                   |                                     |  |  |       |  |  | Filippo Luigi del Palatinato-Neuburg |  |  | Volfango del Palatinato-Zweibrücken |  |
|                                           |                           |                                   |                                     |  |  |       |  |  | Filippo Luigi del Palatinato-Neuburg |  |  | Volfango del Palatinato-Zweibrücken |  |
|                                           |                           | Anna d'Assia                      |                                     |  |  |       |  |  | Filippo Luigi del Palatinato-Neuburg |  |  |                                     |  |
| Volfango Guglielmo del Palatinato-Neuburg |                           |                                   |                                     |  |  |       |  |  | Filippo Luigi del Palatinato-Neuburg |  |  |                                     |  |
|                                           |                           | Anna di Jülich-Kleve-Berg         | Guglielmo di Jülich-Kleve-Berg      |  |  |       |  |  |                                      |  |  |                                     |  |
|                                           |                           | Anna di Jülich-Kleve-Berg         | Guglielmo di Jülich-Kleve-Berg      |  |  |       |  |  |                                      |  |  |                                     |  |
|                                           |                           | Anna di Jülich-Kleve-Berg         | Maria d'Austria                     |  |  |       |  |  |                                      |  |  |                                     |  |
| Filippo Guglielmo del Palatinato          |                           | Anna di Jülich-Kleve-Berg         |                                     |  |  |       |  |  |                                      |  |  |                                     |  |
|                                           |                           | Guglielmo V di Baviera            | Alberto V di Baviera                |  |  |       |  |  |                                      |  |  |                                     |  |
|                                           |                           | Guglielmo V di Baviera            | Alberto V di Baviera                |  |  |       |  |  |                                      |  |  |                                     |  |
|                                           |                           | Guglielmo V di Baviera            | Anna d'Austria                      |  |  |       |  |  |                                      |  |  |                                     |  |
| Maddalena di Baviera                      |                           | Guglielmo V di Baviera            |                                     |  |  |       |  |  |                                      |  |  |                                     |  |
|                                           |                           | Renata di Lorena                  | Francesco I di Lorena               |  |  |       |  |  |                                      |  |  |                                     |  |
|                                           |                           | Renata di Lorena                  | Francesco I di Lorena               |  |  |       |  |  |                                      |  |  |                                     |  |
|                                           |                           | Renata di Lorena                  | Cristina di Danimarca               |  |  |       |  |  |                                      |  |  |                                     |  |
| Maria Sofia del Palatinato-Neuburg        |                           | Renata di Lorena                  |                                     |  |  |       |  |  |                                      |  |  |                                     |  |
|                                           | Luigi V d'Assia-Darmstadt | Giorgio I d'Assia-Darmstadt       |                                     |  |  |       |  |  |                                      |  |  |                                     |  |
|                                           | Luigi V d'Assia-Darmstadt | Giorgio I d'Assia-Darmstadt       |                                     |  |  |       |  |  |                                      |  |  |                                     |  |
|                                           | Luigi V d'Assia-Darmstadt | Maddalena di Lippe                |                                     |  |  |       |  |  |                                      |  |  |                                     |  |
| Giorgio II d'Assia-Darmstadt              | Luigi V d'Assia-Darmstadt |                                   |                                     |  |  |       |  |  |                                      |  |  |                                     |  |
|                                           |                           | Maddalena di Brandeburgo          | Giovanni Giorgio di Brandeburgo     |  |  |       |  |  |                                      |  |  |                                     |  |
|                                           |                           | Maddalena di Brandeburgo          | Giovanni Giorgio di Brandeburgo     |  |  |       |  |  |                                      |  |  |                                     |  |
|                                           |                           | Maddalena di Brandeburgo          | Elisabetta di Anhalt-Zerbst         |  |  |       |  |  |                                      |  |  |                                     |  |
| Elisabetta Amalia d'Assia-Darmstadt       |                           | Maddalena di Brandeburgo          |                                     |  |  |       |  |  |                                      |  |  |                                     |  |
|                                           |                           | Giovanni Giorgio I di Sassonia    | Cristiano I di Sassonia             |  |  |       |  |  |                                      |  |  |                                     |  |
|                                           |                           | Giovanni Giorgio I di Sassonia    | Cristiano I di Sassonia             |  |  |       |  |  |                                      |  |  |                                     |  |
|                                           |                           | Giovanni Giorgio I di Sassonia    | Sofia di Brandeburgo                |  |  |       |  |  |                                      |  |  |                                     |  |
| Sofia Eleonora di Sassonia                |                           | Giovanni Giorgio I di Sassonia    |                                     |  |  |       |  |  |                                      |  |  |                                     |  |
|                                           |                           | Maddalena Sibilla di Hohenzollern | Alberto Federico di Prussia         |  |  |       |  |  |                                      |  |  |                                     |  |
|                                           |                           | Maddalena Sibilla di Hohenzollern | Alberto Federico di Prussia         |  |  |       |  |  |                                      |  |  |                                     |  |
|                                           |                           | Maddalena Sibilla di Hohenzollern | Maria Eleonora di Jülich-Kleve-Berg |  |  |       |  |  |                                      |  |  |                                     |  |
|                                           |                           | Maddalena Sibilla di Hohenzollern |                                     |  |  |       |  |  |                                      |  |  |                                     |  |

## Titolo, trattamento, onorificenze e stemma

### Titolo e trattamento
- 11 agosto 1687 – 4 agosto 1699 Sua maestà la regina del Portogallo e dell'Algarve